# كارل أوقست فون بيرجن
كارل أوقست فون بيرجن (بالإنجليزية: Karl August von Bergen)‏ (و. 1704 – 1759 م) هو عالم نبات، وأستاذ جامعي من الإمبراطورية الرومانية المقدسة . ولد في فرانكفورت.
توفي في فرانكفورت.